# West Allis
West Allis é uma cidade localizada no estado norte-americano do Wisconsin, no Condado de Milwaukee.

## Demografia
Segundo o censo norte-americano de 2000, a sua população era de 61 254 habitantes. Em 2006, foi estimada uma população de 58 710, um decréscimo de 2 544 (-4,2%).

## Geografia
De acordo com o United States Census Bureau tem uma área de 29,5 km², dos quais 29,4 km² cobertos por terra e 0,1 km² cobertos por água.

## Localidades na vizinhança
O diagrama seguinte representa as localidades num raio de 8 km ao redor de West Allis.